# Эгг (Форарльберг)
Эгг (нем. Egg) — коммуна (нем. Gemeinde) в Австрии, в федеральной земле Форарльберг.
Входит в состав округа Брегенц. Площадь общины составляет 65,37 км², население — 3652 человека (1 января 2021), плотность населения — 55 чел./км². Официальный код — 80211.

## Население
| Год  | Численность |
| ---- | ----------- |
| 1869 | 1617        |
| 1889 | 1642        |
| 1890 | 1652        |
| 1900 | 1920        |
| 1910 | 1902        |
| 1923 | 1958        |
| 1934 | 2051        |
| 1939 | 1994        |
| 1951 | 2359        |
| 1961 | 2458        |
| 1971 | 2682        |
| 1981 | 2857        |
| 1991 | 3169        |
| 2001 | 3361        |
| 2011 | 3410        |
| 2021 | 3652        |

## Политическая ситуация
Бургомистр коммуны — Норберт Финк (местный блок) по результатам выборов 2005 года.
Совет представителей коммуны (нем. Gemeinderat) состоит из 24 мест.